# Czarne diamenty
Pour plus de détails, voir Fiche technique et Distribution.
Les diamants noirs (Czarne diamenty) est un film  réalisé par Jerzy Gabryelski en 1939, et sorti le 12 décembre 1981 sur les écrans polonais.

## Fiche technique et artistique
- Titre polonais : Czarne diamenty
- Titre français : Les diamants noirs
- Titre anglais :
- Réalisation : Jerzy Gabryelski
- Scénario : Jan Fethke, d'après un roman de Gustaw Morcinek
- Direction artistique :
- Costume :
- Directeur de la photographie : Stanisław Lipiński
- Montage :
- Musique originale : Jan Maklakiewicz
- Son :
- Production : Ewu-Film
- Coproduction :
- Sociétés de production :
- Distribution :
- Budget :
- Pays d'origine : Pologne
- Langue : polonais
- Format :
- Long métrage de fiction - drame
- Durée :
- Dates de sortie : 
  -  Pologne : 12 décembre 1981
  -  France :

## Distribution
- Zbigniew Sawan
- Zofia Kajzerówna
- Stanisława Wysocka
- Ina Benita
- Aleksander Zelwerowicz
- Franciszek Dominiak
- Helena Łopuszańska
- Jerzy Chodecki
- Paweł Owerłło
- Józef Kondrat
- Stefan Hnydziński
- Feliks Żukowski
- Włodzimierz Łoziński
- Władysław Grabowski

## Autour du film
- Le film devait être projeté lors du Festival de Cannes 1939, mais la Seconde Guerre mondiale en décida autrement. Le film fut considéré perdu pendant des décennies et ce n'est qu'en 1980 qu'il fut retrouvé.